# Ubaté
Ubaté là một khu tự quản thuộc tỉnh Cundinamarca, Colombia. Thủ phủ của khu tự quản Ubaté đóng tại Ubaté Khu tự quản Ubaté có diện tích ki lô mét vuông. Đến thời điểm ngày 28 tháng 5 năm 2005, khu tự quản Ubaté có dân số 30832 người.